# شينزوو
شينزوو (بالصينية: 深州) هي مدينة من مدن الصين.